# James Hong
James Hong (hagyományos kínai: 吳漢章; egyszerűsített kínai: 吴汉章; pinjin: Wú Hànzhāng; jűtphing: Ng4 Hon3zoeng1; Minneapolis, 1929. február 22. –) amerikai karakterszínész, producer és rendező. Az 1950-es évek óta számos produkcióban dolgozott az amerikai médiában, különböző kelet-ázsiai szerepeket játszott.
A nézőközönség a Charlie Chan újabb kalandjai (1957-1958) című krimisorozat főszereplésével, valamint az eredeti Hawaii Five-O-ban (1968-1980) való számos szereplésével ismerheti. Az Avatár – Aang legendájában több karakter hangját is kölcsönözte. 2021-ben Hong a Trollvadászok: A titánok felemelkedése című filmben Zong Shi hangját adta. Több mint 600 filmes és televíziós szerepével minden idők egyik legeredményesebb angol nyelvű színésze.
Segített létrehozni az East West Players-t, az Egyesült Államok leghosszabb ideje folyamatosan működő kisebbségi színházát, hogy növelje az ázsiai-amerikaiak képviseletét a szakmában.

## Életpályája
Hong a minnesotai Minneapolisban született Frank W. Hong és Lee Shui Fa gyermekeként. Édesapja, Ng Fok Hong Kanadán keresztül vándorolt ki Hongkongból az Illinois állambeli Chicagóba, ahol egy étterem tulajdonosa volt. Hong nagyapja a Taj-hegyről származott. Korai tanulmányai miatt Hong Hongkongba költözött, ahol Kaulungban élt, majd tízéves korában visszatért az Amerikai Egyesült Államokba. A Minneapolis Central High Schoolban végzett. A Dél-kaliforniai Egyetemen építőmérnöknek tanult, ahol szabadidejének nagy részét a lemezek szállítására és a fúrócsapatok számára készített sablonok rögzítésére fordította. Később érdeklődni kezdett a színészet iránt, és Jeff Coreyval készült. Hét és fél évig volt útépítő mérnök Los Angeles megyében, a szabadsága és a betegszabadsága alatt színészkedett. Végül végleg felhagyott a mérnöki munkával, hogy teljes munkaidőben a színészetnek és a szinkronmunkának szentelhesse magát.
Az Egyesült Államok hadseregében szolgált Fort McClellanban és Camp Ruckerben, a Különleges Szolgálatnál. Miután befejezte a kiképzést, a koreai háború alatt katonákat szórakoztatott; előadói képességeinek tanújaként, a táborközpont tábornoka megkérte, hogy maradjon a Camp Ruckerben, és a tengerentúli bevetés helyett ő legyen a tábor élő műsorainak vezetője.
Hong elgondolkodott ezen az élményen, és azon, hogyan menthette meg az életét:
„Nem tudom, hogy szerettem volna-e háborúzni Koreában, de valljuk be, hogy egy G.I. sapkával és ezzel az arccal a koreai hadseregre rontva a koreaiak megpróbálnának megölni. De aztán ha visszavonulnánk, megfordulnék, és visszafutnék, az amerikaiak is megpróbálnának megölni, mert azt hinnék, hogy álruhás ellenség vagyok. Határozottan úgy gondolom, hogy egyik oldalról és a másikról is lelőttek volna.”

## Magánélete

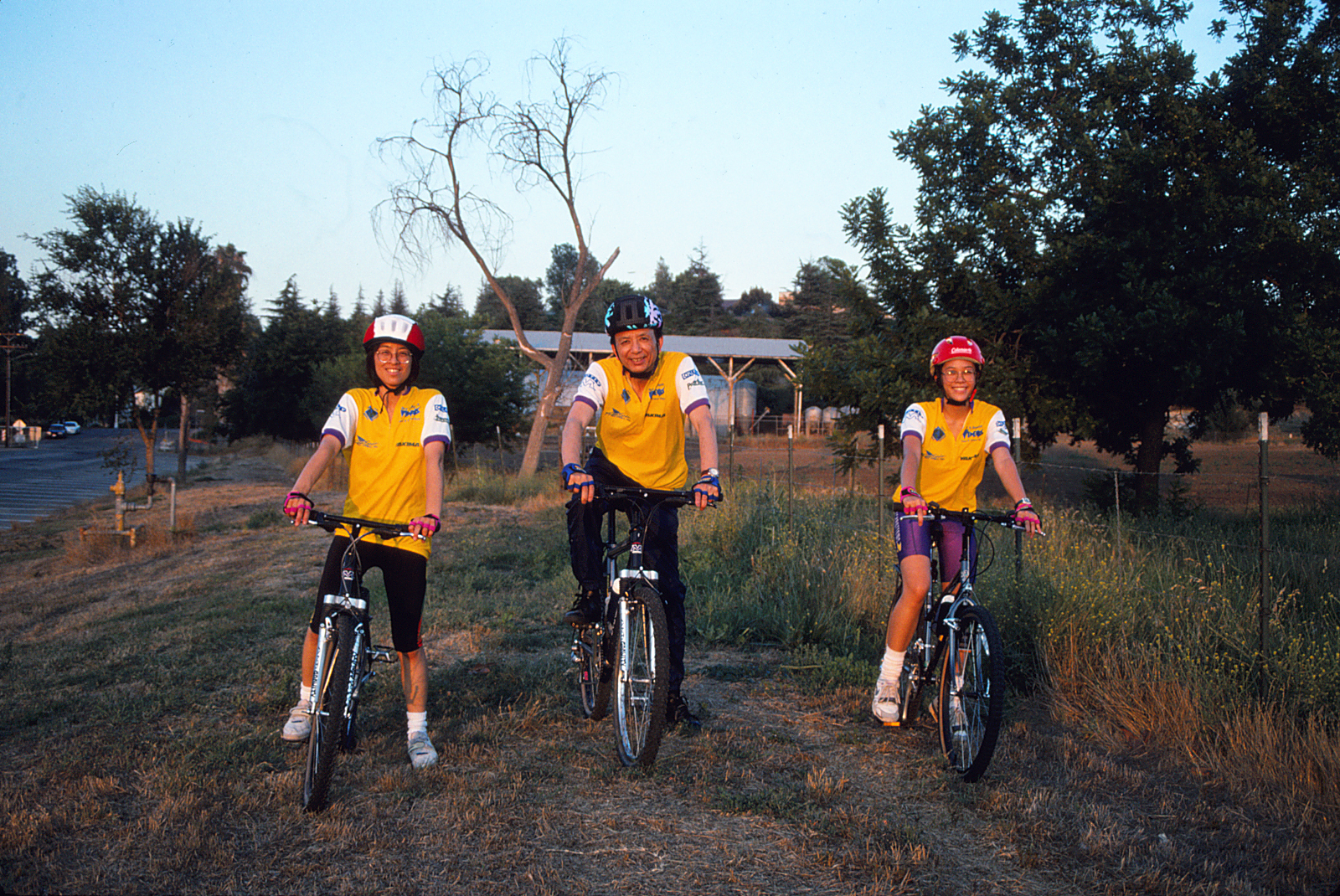
Hong feleségével és lányával Hollywoodban, 1994-ben

Hong a kaliforniai Los Angelesben él feleségével, Susannal (született Tong), akit 1977-ben vett feleségül. Egy lányuk van, April (1978).
Hong presbiteriánus; gyermekkorában a Westminister Presbiteriánus templomba járt a családjával Minneapolisban.
Színésztársa, Daniel Dae Kim kampányt indított a GoFundMe-n 2020-ban, hogy Hong hogy csillagot kapjon a Hollywood Walk of Fame-en. Végül olyan személyek mellett, mint Carrie Fisher és Michael B. Jordan, felkerült a Walk of Fame 2022-es listájára.

## Filmográfia

### Filmek
| Év   | Magyar cím                                  | Eredeti cím                                       | Szerep                         | Magyar hang                                                                     |
| ---- | ------------------------------------------- | ------------------------------------------------- | ------------------------------ | ------------------------------------------------------------------------------- |
| 1954 |                                             | Dragonfly Squadron                                | dél-koreai pilóta              |                                                                                 |
| 1955 |                                             | Soldier of Fortune                                | kínai rendőr                   |                                                                                 |
| 1955 | A szerelem nagyon ragyogó dolog             | Love Is a Many-Splendored Thing                   | ötödik testvér                 |                                                                                 |
| 1955 | Véres sikátor                               | Blood Alley                                       | kommunista katona              |                                                                                 |
| 1956 |                                             | Godzilla, King of the Monsters!                   | Ogata (hangja)                 |                                                                                 |
| 1956 |                                             | Flight to Hong Kong                               | közlekedési rendőr             |                                                                                 |
| 1957 |                                             | Battle Hymn                                       | Chong polgármester             |                                                                                 |
| 1957 |                                             | China Gate                                        | Charlie                        |                                                                                 |
| 1957 |                                             | The Seventh Sin                                   | kínai rendőr                   |                                                                                 |
| 1959 |                                             | Blood and Steelne                                 | japán rajzoló                  |                                                                                 |
| 1959 | Elsöprő túlerő                              | Never So Few                                      | Chao tábornok                  |                                                                                 |
| 1960 |                                             | The Human Vapor                                   | Mizuno (hangja)                |                                                                                 |
| 1961 | Lótusz                                      | Flower Drum Song                                  | vezetőíró                      |                                                                                 |
| 1965 | Pokoli találmány                            | The Satan Bug                                     | Dr. Yang                       |                                                                                 |
| 1966 | Egy kém túl sok                             | One Spy Too Many                                  | Phanong herceg                 |                                                                                 |
| 1966 |                                             | Destination Inner Space                           | Ho Lee                         |                                                                                 |
| 1966 | Homokkavicsok                               | The Sand Pebbles                                  | Victor Shu                     |                                                                                 |
| 1968 |                                             | The Bamboo Saucer                                 | Archibald                      |                                                                                 |
| 1970 |                                             | Colossus: The Forbin Project                      | Dr. Chin                       |                                                                                 |
| 1970 | A szigetek ura                              | The Hawaiians                                     | Ti Chong                       |                                                                                 |
| 1971 |                                             | Fearless Fighters                                 | egyszemélyes hadsereg (hangja) |                                                                                 |
| 1972 | Rejtélyes halál                             | The Carey Treatment                               | David Tao                      |                                                                                 |
| 1973 |                                             | Hot Connections                                   | A szimatoló                    |                                                                                 |
| 1974 |                                             | Dynamite Brothers                                 | Wei Chin                       |                                                                                 |
| 1974 | Kínai negyed                                | Chinatown                                         | Khan                           |                                                                                 |
| 1975 |                                             | China Girl                                        | Y.C. Chan                      |                                                                                 |
| 1976 | Letétbe tett gyerek                         | No Deposit, No Return                             | Ming Lo                        |                                                                                 |
| 1976 | Dicsőségre ítélve                           | Bound for Glory                                   | Chili Joint tulajdonosa        |                                                                                 |
| 1977 | A világ legnagyobb hősszerelmese            | The World's Greatest Lover                        | igen ember                     |                                                                                 |
| 1978 | Vidd hírül a spártaiaknak!                  | Go Tell the Spartans                              | Az idős férfi                  | Botár Endre                                                                     |
| 1979 | Apósok akcióban                             | The In-Laws                                       | Bing Wong                      |                                                                                 |
| 1980 | Airplane!                                   | Airplane!                                         | japán tábornok                 | Nem szólal meg                                                                  |
| 1981 | Gyónás gyilkosságok után                    | True Confessions                                  | Wong                           | Breyer Zoltán                                                                   |
| 1981 | Ez igen!                                    | So Fine                                           | ázsiai férfi                   |                                                                                 |
| 1982 | Szárnyas fejvadász                          | Blade Runner                                      | Hannibal Chew                  | Szoó György (1. szinkron) Cs. Németh Lajos (2. szinkron)                        |
| 1982 | Mondj igent Giorgionak!                     | Yes, Giorgio                                      | Kwan                           |                                                                                 |
| 1983 | Kifulladásig Los Angelesben                 | Breathless                                        | Grocer                         |                                                                                 |
| 1984 | Nindzsa – A megszállt test                  | Ninja III: The Domination                         | Miyashima                      | Gruber Hugó                                                                     |
| 1984 | Ütközetben eltűnt                           | Missing in Action                                 | Tran                           | Cs. Németh Lajos                                                                |
| 1986 | Aranygyermek                                | The Golden Child                                  | Dr. Hong                       | Blaskó Péter                                                                    |
| 1986 | Nagy zűr kis Kínában                        | Big Trouble in Little China                       | David Lo Pan                   | Perlaki István (1. szinkron) Botár Endre (2. szinkron) Háda János (3. szinkron) |
| 1987 | A suttyók visszavágnak 2.: Gyagyás nyaralás | Revenge of the Nerds II: Nerds in Paradise        | Snotty                         |                                                                                 |
| 1987 | Kínai lány                                  | China Girl                                        | Gung Tu                        | Orosz István                                                                    |
| 1987 | Fekete özvegy                               | Black Widow                                       | Shin                           | Orosz István                                                                    |
| 1988 | Egymás bőrében                              | Vice Versa                                        | Kwo                            | Cs. Németh Lajos                                                                |
| 1988 | Sürgető ügető                               | Hot to Trot                                       | főnök                          |                                                                                 |
| 1989 | Tango és Cash                               | Tango & Cash                                      | Mr. Quan                       | Perlaki István                                                                  |
| 1989 |                                             | The Jitters                                       | Tony Yang Sr.                  |                                                                                 |
| 1989 | Zombikert                                   | The Vineyard                                      | Dr. Elson Po                   | Melis Gábor                                                                     |
| 1989 | Koko-Cowboy                                 | Tax Season                                        | Mr. Tagasaki                   | Beregi Péter                                                                    |
| 1989 | A fúria börtönében                          | Caged Fury                                        | Randall Stoner                 | Cs. Németh Lajos                                                                |
| 1990 |                                             | Honorable Profession (Hunter)                     | Chin apja                      |                                                                                 |
| 1990 | Cinikus hekus                               | The Two Jakes                                     | Kahn                           | Pathó István (1. szinkron) Botár Endre (2. szinkron)                            |
| 1990 | Árnyzóna                                    | Shadowzone                                        | Dr. Van Fleet                  | Versényi László                                                                 |
| 1990 | Marha nagy kalamajka                        | Too Much Sun                                      | Frank Sr.                      | Orosz István                                                                    |
| 1990 | Sárkányharc                                 | Dragonfight                                       | Asawa                          | Pathó István                                                                    |
| 1990 |                                             | Bethune: The Making of a Hero                     | Leung                          |                                                                                 |
| 1991 | Tigristánc                                  | The Perfect Weapon                                | Yung                           | Maros Gábor (1. szinkron) Botár Endre (2. szinkron)                             |
| 1991 | Mindenki fogja a magáét!                    | Missing Pieces                                    | Chang                          | Benedek Miklós                                                                  |
| 1991 | Szombat esti frász                          | Mystery Date                                      | Jós                            | Kiss Gábor (1. szinkron) Katona Zoltán (2. szinkron)                            |
| 1991 |                                             | Goodbye Paradise                                  | Cook                           |                                                                                 |
| 1991 |                                             | Crime Lords                                       | Ling                           |                                                                                 |
| 1992 | Saskarmok                                   | Talons of the Eagle                               | Mr. Li                         | Melis Gábor                                                                     |
| 1992 |                                             | Body Trouble                                      | Boomer                         |                                                                                 |
| 1992 | Wayne világa 2.                             | Wayne's World 2                                   | Jeff Wong                      | Botár Endre                                                                     |
| 1992 |                                             | L.A. Goddess                                      | Edward                         |                                                                                 |
| 1992 | A hatalom kardja                            | Merlin                                            | Leong Tao                      | Galkó Balázs                                                                    |
| 1994 | Az Árnyék                                   | The Shadow                                        | Li Peng                        |                                                                                 |
| 1994 |                                             | Femme Fontaine: Killer Babe for the C.I.A.        | Sun mester                     |                                                                                 |
| 1994 |                                             | Operation Golden Phoenix                          | Mr. Chang                      |                                                                                 |
| 1995 | Rossz társaság                              | Bad Company                                       | Bobby Birdsong                 |                                                                                 |
| 1995 |                                             | Tank Girl                                         | Che'tsai                       |                                                                                 |
| 1995 | A Dumbo hadművelet                          | Operation Dumbo Drop                              | Y B'ham                        |                                                                                 |
| 1995 | Árnyékgyilkos                               | Guns and Lipstick                                 | Mr. Song                       | Versényi László                                                                 |
| 1995 |                                             | Cyber Bandits                                     | Tojo Yokohama                  |                                                                                 |
| 1995 | Kardélen 2.                                 | Gladiator Cop                                     | Parmenion                      |                                                                                 |
| 1996 | Végtelen                                    | Infinity                                          | Abacus üzemeltető              |                                                                                 |
| 1996 | Véres játék 2.                              | Bloodsport II: The Next Kumite                    | Sun                            | Dobránszky Zoltán                                                               |
| 1996 | Titkos ügynökök klubja                      | The Secret Agent Club                             | Mr. Yamata                     |                                                                                 |
| 1996 | Tengerparti akadémia                        | South Beach Academy                               | Johnny Staccato                |                                                                                 |
| 1996 |                                             | Paper Dragons                                     | Tsai                           |                                                                                 |
| 1997 | Véres játék 3.                              | Bloodsport III                                    | Sun                            |                                                                                 |
| 1997 | Gyagyások serege                            | McHale's Navy                                     | Ázsiai politikus               | Rudas István                                                                    |
| 1997 | Vörös sarok                                 | Red Corner                                        | Lin Shou                       | Balázsi Gyula                                                                   |
| 1997 | Amikor leszáll az éj                        | Catherine's Grove                                 | Dr. Lee                        | Botár Endre                                                                     |
| 1997 | Mulan                                       | Mulan                                             | Chi-Fu (hangja)                | Versényi László                                                                 |
| 1997 |                                             | Broken Vessels                                    | Mr. Chen                       |                                                                                 |
| 1997 | 3 nindzsa újra akcióban                     | Breakout                                          | Mr. Wang                       |                                                                                 |
| 1999 | G2 – A múlt harcosai                        | G2: Mortal Conquest                               | Parmenion                      |                                                                                 |
| 1999 |                                             | Singapore Sling                                   | Adam Chance                    |                                                                                 |
| 2000 | A harc mestere                              | The Art of War                                    | Wu nagykövet                   | Berzsenyi Zoltán                                                                |
| 2001 | Kísértetharcosok                            | The Ghost                                         | Jing apja                      |                                                                                 |
| 2002 | Hős                                         | Hero                                              | Qin király (angol hangja)      | Kőszegi Ákos                                                                    |
| 2002 |                                             | The Biggest Fan                                   | Larson                         |                                                                                 |
| 2002 | A bálvány                                   | The Idol                                          | Zao                            |                                                                                 |
| 2003 |                                             | Pray Another Day                                  | Hu Phlung Pu                   |                                                                                 |
| 2003 | A félelem városa                            | Ghost Rock                                        | Weng                           |                                                                                 |
| 2004 | Latin sárkány                               | Latin Dragon                                      | Mr. Rhee                       | Cs. Németh Lajos                                                                |
| 2005 |                                             | Forbidden Warrior                                 | Muraji                         |                                                                                 |
| 2005 |                                             | American Fusion                                   | Dr. Wong                       |                                                                                 |
| 2006 |                                             | Exit 38                                           | Dr. Shen                       |                                                                                 |
| 2006 |                                             | Choose Your Own Adventure: The Abominable Snowman | Monk                           |                                                                                 |
| 2006 |                                             | One Night with You                                | Freddy                         |                                                                                 |
| 2006 | Totál frankó                                | Totally Awesome                                   | Mr. Yamagashi                  | Fazekas István                                                                  |
| 2007 |                                             | Adventures of Johnny Tao                          | Sifu                           |                                                                                 |
| 2007 |                                             | Shanghai Kiss                                     | Mark Liu                       |                                                                                 |
| 2007 | Szerva itt, pofon ott                       | Balls of Fury                                     | Wong mester                    | Berzsenyi Zoltán (1. szinkron) Németh Gábor (2. szinkron)                       |
| 2007 | Scooby-Doo és a hószörny                    | Chill Out, Scooby-Doo!                            | A Nagy Láma (hangja)           | Kertész Péter                                                                   |
| 2007 | Kaliforniai karácsony                       | An Accidental Christmas                           | Rico                           | Botár Endre                                                                     |
| 2008 | Amikor megállt a Föld                       | The Day the Earth Stood Still                     | Mr. Wu                         | Izsóf Vilmos                                                                    |
| 2008 | Kung Fu Panda                               | Kung Fu Panda                                     | Mr. Ping (hangja)              | Harsányi Gábor                                                                  |
| 2010 |                                             | How to Make Love to a Woman                       | Sifu                           |                                                                                 |
| 2011 |                                             | Tattoo                                            | öregember                      |                                                                                 |
| 2011 | Kung Fu Panda 2.                            | Kung Fu Panda 2                                   | Mr. Ping (hangja)              | Harsányi Gábor                                                                  |
| 2012 | A biztonság záloga                          | Safe                                              | Han Jiao                       | Eredeti hang                                                                    |
| 2012 |                                             | Junk                                              | Yukio Tai                      |                                                                                 |
| 2013 | R.I.P.D. – Szellemzsaruk                    | R.I.P.D.                                          | Jerry Chen                     | Cs. Németh Lajos                                                                |
| 2013 |                                             | The Lost Medallion: The Adventures of Billy Stone | Faleaka                        |                                                                                 |
| 2013 |                                             | Blunt Movie                                       | nagypapa                       |                                                                                 |
| 2015 | Tom és Jerry – Kémkaland                    | Tom and Jerry: Spy Quest                          | Dr. Zin (hangja)               | Forgács Gábor                                                                   |
| 2015 |                                             | Monkey King: Hero Is Back                         | Monk (hangja)                  |                                                                                 |
| 2015 |                                             | Genghis Khan Conquers the Moon                    | varázsló                       |                                                                                 |
| 2016 | Kung Fu Panda: A tekercs titkai             | Kung Fu Panda: Secrets of the Scroll              | Mr. Ping (hangja)              | Harsányi Gábor                                                                  |
| 2016 | Kung Fu Panda 3.                            | Kung Fu Panda 3                                   | Mr. Ping (hangja)              | Harsányi Gábor                                                                  |
| 2016 |                                             | Fortune Cookie                                    | Gui Po                         |                                                                                 |
| 2016 |                                             | Better Criminal                                   | Harold Fat                     |                                                                                 |
| 2017 |                                             | Unfallen                                          | konzul                         |                                                                                 |
| 2018 | Sherlock Gnomes                             | Sherlock Gnomes                                   | Sószóró (hangja)               |                                                                                 |
| 2018 |                                             | The Next Kill                                     | Boltvezető (hangja)            |                                                                                 |
| 2019 |                                             | Grand-Daddy Day Care                              | Walter                         |                                                                                 |
| 2019 | Jetikölyök                                  | Grand-Daddy Day Care                              | Jakpásztor (hangja)            | Stern Dániel                                                                    |
| 2019 |                                             | The Haunted Swordsman                             | navigátor                      |                                                                                 |
| 2019 |                                             | Cross 3                                           | Mr. Moo                        |                                                                                 |
| 2019 |                                             | Dropa                                             | Jin                            |                                                                                 |
| 2020 |                                             | Beast Mode                                        | Pish Rudabaker                 |                                                                                 |
| 2021 | Batman: A sárkány lelke                     | Batman: Soul of the Dragon                        | O-Sensei (hangja)              |                                                                                 |
| 2021 | Trollvadászok: A titánok felemelkedése      | Trollhunters: Rise of the Titans                  | Zong Shi (hangja)              |                                                                                 |
| 2022 | Pirula Panda                                | Turning Red                                       | Mr. Gao (hang)                 | Botár Endre                                                                     |
| 2022 | Minden, mindenhol, mindenkor                | Everything Everywhere All at Once                 | Gong Gong (hangja)             | Forgács Gábor                                                                   |
| 2022 | Wendell és Wild                             | Wendell & Wild                                    | Bests atya (hangja)            | Nagypál Gábor                                                                   |
| 2024 | A Thunderman család visszatér               | The Thundermans Return                            | Giddy                          |                                                                                 |
| 2024 | Kung Fu Panda 4.                            | Kung Fu Panda 4                                   | Mr. Ping (hangja)              | Harsányi Gábor                                                                  |

### Televíziós szerepek
| Év         | Magyar cím                                 | Eredeti cím                                               | Szerep                                        | Megjegyzések                                                                     |
| ---------- | ------------------------------------------ | --------------------------------------------------------- | --------------------------------------------- | -------------------------------------------------------------------------------- |
| 1955       |                                            | TV Reader's Digest                                        | Bíró                                          | 1 epizód                                                                         |
| 1955       |                                            | Fireside Theatre                                          | Mark Chu                                      | 1 epizód                                                                         |
| 1956       |                                            | Crossroads                                                | Sentry                                        | 1 epizód                                                                         |
| 1956       |                                            | Sky King                                                  | Jimmy Ling                                    | 1 epizód                                                                         |
| 1956       |                                            | Crusader                                                  | Lin Quon                                      | 1 epizód                                                                         |
| 1956       |                                            | Four Star Playhouse                                       | Ikura                                         | 1 epizód                                                                         |
| 1956       |                                            | The Millionaire                                           | Lee                                           | 1 epizód                                                                         |
| 1957–1958  | Charlie Chan újabb kalandjai               | The New Adventures of Charlie Chan                        | Barry Chan                                    | 36 epizód                                                                        |
| 1958       |                                            | Tombstone Territory                                       | Lum Chen                                      | 1 epizód                                                                         |
| 1958       |                                            | General Electric Theater                                  | Bellboy                                       | 1 epizód                                                                         |
| 1958       |                                            | Playhouse 90                                              | Katona                                        | 1 epizód                                                                         |
| 1958       |                                            | Buckskin                                                  | Chei-Lan                                      | 1 epizód                                                                         |
| 1959       |                                            | The Gale Storm Show                                       | Fred Kim                                      | 1 epizód                                                                         |
| 1959       |                                            | The Californians                                          | Charlie Wong                                  | 1 epizód                                                                         |
| 1959       |                                            | The Adventures of Rin-Tin-Tin                             | Danny                                         | 1 epizód                                                                         |
| 1959       |                                            | Cimarron City                                             | Tang                                          | 1 epizód                                                                         |
| 1959       |                                            | Peter Gunn                                                | Johnny Chang                                  | 1 epizód                                                                         |
| 1959       |                                            | Steve Canyon                                              | Lui Ling                                      | 1 epizód                                                                         |
| 1959       | Zorro                                      | Zorro                                                     | Chiu Chang                                    | 1 epizód                                                                         |
| 1959       |                                            | Bat Masterson                                             | Ching Sun                                     | 1 epizód                                                                         |
| 1959       |                                            | The Loretta Young Show                                    | Lee Chan                                      | 1 epizód                                                                         |
| 1959       |                                            | Death Valley Days                                         | Joe                                           | 1 epizód                                                                         |
| 1959, 1960 |                                            | Richard Diamond, Private Detective                        | Chung Lin / fiú                               | 2 epizód                                                                         |
| 1959, 1960 |                                            | Bachelor Father                                           | Jimmy / Frank                                 | 2 epizód                                                                         |
| 1960       |                                            | Sugarfoot                                                 | Fejszés ember                                 | 1 epizód                                                                         |
| 1960       |                                            | Rescue 8                                                  | Jimmy                                         | 1 epizód                                                                         |
| 1960       |                                            | Johnny Ringo                                              | Charlie Chung                                 | 1 epizód                                                                         |
| 1960       |                                            | Alcoa Presents One Step Beyond                            | Idegenvezető                                  | 1 epizód                                                                         |
| 1960       | Bonanza                                    | Bonanza                                                   | Egyes, Hop Sing kuzinja                       | 2 epizód magyar hangja Gyurin Zsolt                                              |
| 1960       |                                            | Hong Kong                                                 | Lung Poy / Chen                               | 2 epizód                                                                         |
| 1960, 1961 |                                            | The Barbara Stanwyck Show                                 | Sam Wong / Jack Wong                          | 2 epizód                                                                         |
| 1960, 1961 |                                            | Hawaiian Eye                                              | Key / Wang Hai / Hop Toy / Chang kapitány     | 4 epizód                                                                         |
| 1961       |                                            | The Islanders                                             | Wu Pan                                        | 1 epizód                                                                         |
| 1961       |                                            | Cheyenne                                                  | Suchin                                        | 1 epizód                                                                         |
| 1961, 1962 |                                            | Adventures in Paradise                                    | Kim Fong / Lim Fong                           | 2 epizód                                                                         |
| 1962       |                                            | 87th Precinct                                             | Mike II                                       | 1 epizód                                                                         |
| 1962       |                                            | Have Gun – Will Travel                                    | Pap                                           | 1 epizód                                                                         |
| 1962       |                                            | Checkmate                                                 | Louis Quong                                   | 1 epizód                                                                         |
| 1962       |                                            | Wagon Train                                               | Ceong Wai Kok                                 | 1 epizód                                                                         |
| 1962       |                                            | The Lloyd Bridges Show                                    | Pap / Quan                                    | 2 epizód                                                                         |
| 1962, 1963 |                                            | Perry Mason                                               | Főpincér / Osano közlegény / Színpadmester    | 3 epizód                                                                         |
| 1962, 1963 |                                            | Perry Mason                                               | Louis Kew / Dean Chang                        | 2 epizód                                                                         |
| 1963       | Végtelen határok                           | The Outer Limits                                          | Wen Li                                        | 1 epizód                                                                         |
| 1964       |                                            | Kentucky Jones                                            | Chin King                                     | 1 epizód                                                                         |
| 1964       |                                            | Slattery's People                                         | Wing Fong                                     | 1 epizód                                                                         |
| 1963–1964  |                                            | Mickey                                                    | Seymour Kwan                                  | 2 epizód                                                                         |
| 1965       |                                            | Ben Casey                                                 | Harry Lee                                     | 1 epizód                                                                         |
| 1965       |                                            | The Fugitive                                              | Edward Hee                                    | 1 epizód                                                                         |
| 1965, 1966 |                                            | The Man from U.N.C.L.E.                                   | Phanong / Mr. Chang                           | 3 epizód                                                                         |
| 1965, 1966 |                                            | The Wackiest Ship in the Army                             | Migura / Aigin / Agaki                        | 4 epizód                                                                         |
| 1965–1967  |                                            | I Spy                                                     | különböző karakterek                          | 4 epizód                                                                         |
| 1966       | Jeannie, a háziszellem                     | I Dream of Jeannie                                        | Chan                                          | 1 epizód                                                                         |
| 1966       |                                            | The Donna Reed Show                                       | Jim                                           | 1 epizód                                                                         |
| 1966       |                                            | The F.B.I.                                                | Tom Kagawa                                    | 1 epizód                                                                         |
| 1966, 1967 |                                            | Iron Horse                                                | Ching Lee / Chun Lee                          | 2 epizód                                                                         |
| 1967       |                                            | Gomer Pyle, U.S.M.C.                                      | Mr. Wong                                      | 1 epizód                                                                         |
| 1967       |                                            | CBS Playhouse                                             | Vietnami hadnagy                              | 1 epizód                                                                         |
| 1967, 1985 |                                            | This Is the Life                                          | Yuan Tai                                      | 2 epizód                                                                         |
| 1967, 1968 |                                            | Family Affair                                             | Phil Lee / Mr. Chung                          | 2 epizód                                                                         |
| 1969–1974  | Hawaii Five-O                              | Hawaii Five-O                                             | James Watanu, Tot Kee, Eric Ling, Soong Chien | 4 epizód                                                                         |
| 1970       |                                            | Here's Lucy                                               | Lee Wong                                      | 1 epizód                                                                         |
| 1970       |                                            | The Bill Cosby Show                                       | doktor                                        | 1 epizód                                                                         |
| 1971       |                                            | The Young Lawyers                                         | Court Clerk                                   | 1 epizód                                                                         |
| 1971       | Mission: Impossible – Az akciócsoport      | Mission: Impossible                                       | Yin                                           | 1 epizód                                                                         |
| 1971       |                                            | Vanished                                                  | Ned Lee                                       | tévéfilm                                                                         |
| 1971       |                                            | The Forgotten Man                                         | Thon polgármester                             | tévéfilm                                                                         |
| 1971       |                                            | A Tattered Web                                            | rendőr                                        | tévéfilm                                                                         |
| 1971, 1975 |                                            | All in the Family                                         | Pincér / doktor                               | 2 epizód                                                                         |
| 1972       |                                            | The Bob Newhart Show                                      | férfi                                         | 1 epizód                                                                         |
| 1972–1975  |                                            | Kung Fu                                                   | különböző karakterek                          | 9 epizód                                                                         |
| 1973       |                                            | Ironside                                                  | Wilson                                        | 1 epizód                                                                         |
| 1973       |                                            | Barnaby Jones                                             | Sid Ching                                     | 1 epizód                                                                         |
| 1973       |                                            | The New Perry Mason                                       | Nhi Khanh testvére / Wong                     | 2 epizód                                                                         |
| 1973       |                                            | Pueblo                                                    | Super C                                       | tévéfilm                                                                         |
| 1973       |                                            | Sunhshine                                                 | Dr. Wilde                                     | tévéfilm                                                                         |
| 1974       |                                            | The Missiles of October                                   | U Thant                                       | tévéfilm                                                                         |
| 1974       |                                            | Judge Dee and the Monastery Murders                       | Prior                                         | tévéfilm                                                                         |
| 1975       |                                            | McMillan & Wife                                           | Bellhop                                       | 1 epizód                                                                         |
| 1975       |                                            | Cannon                                                    | Wan Lee                                       | 1 epizód                                                                         |
| 1975, 1976 |                                            | Harry O                                                   | Lan Wuyen / Leonard Soon                      | 2 epizód                                                                         |
| 1976       |                                            | The Blue Knight                                           | Jimmy                                         | 1 epizód                                                                         |
| 1976       |                                            | The Rookies                                               | Matsumoto                                     | 1 epizód                                                                         |
| 1976       | A különítmény                              | S.W.A.T.                                                  | Kwan Loon                                     | 1 epizód                                                                         |
| 1976       |                                            | Jigsaw John                                               | Frank Chen                                    | 15 epizód                                                                        |
| 1976       |                                            | Baretta                                                   | Dr. Pao                                       | 1 epizód                                                                         |
| 1976       | Rockford nyomoz                            | The Rockford Files                                        | Kumagi                                        | 1 epizód                                                                         |
| 1976       | San Francisco utcáin                       | The Streets of San Francisco                              | Robert Lee                                    | 2 epizód                                                                         |
| 1976       |                                            | Flying Misfits                                            | Ikuda                                         | 1 epizód                                                                         |
| 1976       |                                            | Jade Snow                                                 | Jade Snow Wong apja                           | dokumentumfilm                                                                   |
| 1977       | Starsky és Hutch                           | Starsky & Hutch                                           | Su Long                                       | 1 epizód                                                                         |
| 1977       | Bionikus nő                                | The Bionic Woman'                                         | Kurosawa                                      | 1 epizód                                                                         |
| 1977       |                                            | Panic in Echo Park                                        | Larry Lee                                     | tévéfilm                                                                         |
| 1977       | Ármány és szenvedély                       | Days of Our Lives                                         | Dr. Haramaki                                  | 1 epizód                                                                         |
| 1977       |                                            | Wonder Woman                                              | Oshima                                        | 1 epizód                                                                         |
| 1977       |                                            | Bethune                                                   | Nieh                                          | tévéfilm                                                                         |
| 1977–1978  |                                            | Switch                                                    | Wang                                          | 4 epizód                                                                         |
| 1978       |                                            | The Hardy Boys/Nancy Drew Mysteries                       | Dr. Kirin Kwo Low                             | 1 epizód                                                                         |
| 1978       |                                            | Maude                                                     | Morris Fong                                   | 1 epizód                                                                         |
| 1978       | Charlie angyalai                           | Charlie's Angels                                          | Perkins                                       | 1 epizód                                                                         |
| 1978       |                                            | Dr. Scorpion                                              | Ho Chin                                       | tévéfilm                                                                         |
| 1978       |                                            | Last of the Good Guys                                     | japán férfi                                   | tévéfilm                                                                         |
| 1978       |                                            | My Husband Is Missing                                     | Quan Dong                                     | tévéfilm                                                                         |
| 1979       |                                            | Mandrake the Magician                                     | Theron                                        | 1 epizód                                                                         |
| 1979       |                                            | Salvage 1                                                 | Lee Chow                                      | 1 epizód                                                                         |
| 1979       | Taxi                                       | Taxi                                                      | Gazdag utas                                   | 1 epizód                                                                         |
| 1979       |                                            | Hart to Hart                                              | Szent ember                                   | 1 epizód                                                                         |
| 1979       |                                            | When Hell Was in Session                                  | Nguyen                                        | tévéfilm                                                                         |
| 1979       |                                            | Diff'rent Strokes                                         | Mr. Lee                                       | 1 epizód                                                                         |
| 1980       |                                            | The Hustler of Muscle Beach                               | Desk Clerk                                    | tévéfilm                                                                         |
| 1980       |                                            | The Return of Frank Cannon                                | Yutong                                        | tévéfilm                                                                         |
| 1980       |                                            | Fantasy Island                                            | Komornyik                                     | 1 epizód                                                                         |
| 1981       |                                            | Soap                                                      | Tom                                           | 1 epizód                                                                         |
| 1981       | Dallas                                     | Dallas                                                    | Nagykövet                                     | 1 epizód                                                                         |
| 1982       | Hazárd megye lordjai                       | The Dukes of Hazzard                                      | Billy Joe Fong                                | 1 epizód                                                                         |
| 1982       | A levél                                    | The Letter                                                | idős férfi                                    | tévéfilm                                                                         |
| 1982–1983  | Marco Polo                                 | Marco Polo                                                | Phagsz Pa                                     | 4 epizód magyar hangja Dobák Lajos                                               |
| 1983       |                                            | Inspector Perez                                           | Benson Liu                                    | tévéfilm                                                                         |
| 1983       |                                            | China Rose                                                | Chen                                          | tévéfilm                                                                         |
| 1983       | Egy kórház magánélete                      | St. Elsewhere                                             | Mr. Wong                                      | 1 epizód                                                                         |
| 1983       |                                            | Bring 'Em Back Alive                                      | Fu Kahn                                       | 1 epizód                                                                         |
| 1983       | Dinasztia                                  | Dynasty                                                   | Dr. Chen Ling                                 | 5 epizód                                                                         |
| 1983       |                                            | General Hospital                                          | Sung Cho Lee                                  | 2 epizód                                                                         |
| 1983       |                                            | Falcon Crest                                              | Charles Fong                                  | 3 epizód                                                                         |
| 1983       | T. J. Hooker                               | T. J. Hooker                                              | Mr. Hong                                      | 2 epizód magyar hangja Versényi László (1. szinkron) Katona Zoltán (2. szinkron) |
| 1983       |                                            | Manimal                                                   | Tan                                           | 1 epizód                                                                         |
| 1984       |                                            | The Fall Guy                                              | Chen Ying                                     | 1 epizód                                                                         |
| 1994, 1985 | A szupercsapat                             | The A-Team                                                | Byron Fong / Wan Chu                          | 2 epizód                                                                         |
| 1985       |                                            | Blade in Hong Kong                                        | Key Tam                                       | tévéfilm                                                                         |
| 1985       |                                            | Tales from the Darkside                                   | Chow Ting                                     | 1 epizód                                                                         |
| 1985       |                                            | American Playhouse                                        | kínai bevándorló                              | 1 epizód                                                                         |
| 1985       | Cagney és Lacey                            | Cagney & Lacey                                            | Mr. Nguyen                                    | 1 epizód                                                                         |
| 1985       |                                            | Airwolf                                                   | Rangavara                                     | 1 epizód                                                                         |
| 1985–1987  |                                            | Santa Barbara                                             | Dave Cheng / Harry Yamada                     | 3 epizód                                                                         |
| 1985, 1988 |                                            | Hunter                                                    | Henry Chin / Chang                            | 2 epizód                                                                         |
| 1986       |                                            | It's a Living                                             | Protokollminiszter                            | 1 epizód                                                                         |
| 1986       | Ki a főnök?                                | Who's the Boss?                                           | Thomas Ping                                   | 1 epizód                                                                         |
| 1986–1991  | MacGyver                                   | MacGyver                                                  | Chu / Kuang / Lee Wenying                     | 4 epizód                                                                         |
| 1987       |                                            | Outlaws                                                   | Mr. Luc                                       | 1 epizód                                                                         |
| 1987       | Magnum                                     | Magnum, P.I.                                              | Han                                           | 1 epizód magyar hangja Kőszegi Ákos                                              |
| 1987       |                                            | Stingray                                                  | férfi                                         | 1 epizód                                                                         |
| 1987       |                                            | Harry's Hong Kong                                         | Mr. Yu                                        | tévéfilm                                                                         |
| 1987       | Miami Vice                                 | Miami Vice                                                | Riochi Tanaka                                 | 1 epizód magyar hangja Gruber Hugó                                               |
| 1987–1989  |                                            | Tour of Duty                                              | Jimmy / Li Trang / Quang                      | 3 epizód                                                                         |
| 1988       | A szépség és a szörnyeteg                  | Beauty and the Beast                                      | Chiang Lo Yi                                  | 1 epizód                                                                         |
| 1988       |                                            | The Equalizer'                                            | Sirit Bansari                                 | 1 epizód                                                                         |
| 1988       | A hit erejével                             | Leap of Faith                                             | Li                                            | tévéfilm                                                                         |
| 1989       |                                            | The Karen Carpenter Story                                 | Dr. Dentworth                                 | tévéfilm                                                                         |
| 1989       | A rózsa közössége                          | Brotherhood of the Rose                                   | Chan                                          | minisorozat                                                                      |
| 1989       |                                            | War of the Worlds                                         | Soo Tak                                       | 1 epizód                                                                         |
| 1989       |                                            | Gideon Oliver                                             | Li Chou                                       | 1 epizód                                                                         |
| 1989       |                                            | Jake and the Fatman                                       | Hiram                                         | 1 epizód                                                                         |
| 1989       |                                            | The Rocket Boy                                            | Mr. Wong                                      | tévéfilm                                                                         |
| 1990       |                                            | China Beach                                               | Bac Si                                        | 1 epizód                                                                         |
| 1990       |                                            | Booker                                                    | Mr. Jaycom                                    | 1 epizód                                                                         |
| 1990       |                                            | Nasty Boys                                                | Oscar                                         | 1 epizód                                                                         |
| 1990       | Az utolsó légijárat                        | Last Flight Out                                           | Quang                                         | tévéfilm                                                                         |
| 1990       | Hamisító a pácban                          | Framed                                                    | Mr. Chew                                      | tévéfilm                                                                         |
| 1990       |                                            | Partners in Life                                          | M.C.                                          | tévéfilm                                                                         |
| 1991       | Seinfeld                                   | Seinfeld                                                  | Bruce                                         | 1 epizód                                                                         |
| 1991       |                                            | Morton & Hayes                                            | színház menedzsere                            | 1 epizód                                                                         |
| 1991, 1992 |                                            | Doogie Howser, M.D.                                       | Mr. Chen / kertész                            | 3 epizód                                                                         |
| 1992       |                                            | Forever Knight                                            | Dr. Chung Tung Wa                             | 1 epizód                                                                         |
| 1992       |                                            | The Specialists                                           | narrátor                                      | 1 epizód                                                                         |
| 1992       |                                            | Raven                                                     | Fekete Sárkány hadúr                          | 1 epizód                                                                         |
| 1993       | Kandúr kommandó                            | SWAT Kats: The Radical Squadron                           | Katzmer (hangja)                              | 1 epizód                                                                         |
| 1993–1994  | Vadnyugati fejvadász                       | The Adventures of Brisco County, Jr.                      | Lee Pow                                       | 3 epizód                                                                         |
| 1994       | Halj meg velem!                            | Come Die with Me: A Mickey Spillane's Mike Hammer Mystery | Nathan                                        | tévéfilm                                                                         |
| 1994–1997  | Kung fu – A legenda folytatódik            | Kung Fu: The Legend Continues                             | Dalai láma / Mr. Sung / Ba-Ba                 | 4 epizód                                                                         |
| 1995       | Lois és Clark: Superman legújabb kalandjai | Lois & Clark: The New Adventures of Superman              | Chow                                          | 1 epizód                                                                         |
| 1995       |                                            | Triplecross                                               | idős férfi                                    | tévéfilm                                                                         |
| 1995       |                                            | Legend                                                    | Chai                                          | 1 epizód                                                                         |
| 1995       |                                            | Chicago Hope                                              | Dr. Tsu                                       | 1 epizód                                                                         |
| 1995       | Chicago Hope kórház                        | Chicago Hope                                              | Dr. Tsu                                       | 1 epizód                                                                         |
| 1995       | Halálbiztos diagnózis                      | Diagnosis: Murder                                         | Qwan Lok                                      | 1 epizód                                                                         |
| 1996       | X-akták                                    | The X-Files                                               | férfi                                         | 1 epizód                                                                         |
| 1996       |                                            | Sisters                                                   | Mr. Lon                                       | 1 epizód                                                                         |
| 1996       | Házi barkács                               | Home Improvement                                          | Dave                                          | 1 epizód                                                                         |
| 1996       |                                            | Malcolm & Eddie                                           | Milton                                        | 1 epizód                                                                         |
| 1997       |                                            | Murphy Brown                                              | Monk                                          | 1 epizód                                                                         |
| 1997       |                                            | Ellen                                                     | Pincér                                        | 1 epizód                                                                         |
| 1997       | Jóbarátok                                  | Friends                                                   | Hoshi                                         | 1 epizód                                                                         |
| 1997       |                                            | Hangin' with Mr. Cooper                                   | Stan                                          | 1 epizód                                                                         |
| 1997, 2001 | Dexter laboratóriuma                       | Dexter's Laboratory                                       | Mr. Chau (hangja)                             | 2 epizód                                                                         |
| 1998       | Ügyvédek                                   | The Practice                                              | Mr. Wong                                      | 1 epizód                                                                         |
| 1998       |                                            | The Drew Carey Show                                       | Kormányzati alkalmazott                       | 1 epizód                                                                         |
| 1999       | A Kaméleon                                 | The Pretender                                             | Mr. Lee                                       | 4 epizód                                                                         |
| 1999       |                                            | Millennium                                                | Monk                                          | 1 epizód                                                                         |
| 1999       |                                            | Todd McFarlane's Spawn                                    | Zhang Lao (hangja)                            | 1 epizód                                                                         |
| 1999, 2000 |                                            | Martial Law                                               | Weng Chu / Chang Yen                          | 3 epizód                                                                         |
| 2000, 2002 | Az elnök emberei                           | The West Wing                                             | Kínai nagykövet                               | 2 epizód                                                                         |
| 2000       |                                            | Gideon's Crossing                                         | Daniel Chin                                   | 1 epizód                                                                         |
| 2000       | Végzetes erő                               | Epoch                                                     | Po                                            | tévéfilm                                                                         |
| 2000       |                                            | The Chronicle                                             | David Lo Pan                                  | 1 epizód                                                                         |
| 2000       | Bűbájos boszorkák                          | Charmed                                                   | Zen Master                                    | 1 epizód magyar hangja Botár Endre                                               |
| 2000       | Alias                                      | Alias                                                     | Joey                                          | 1 epizód                                                                         |
| 2001, 2002 | Az ügyosztály                              | The Division                                              | Carson Chan / Kínai üzletember                | 2 epizód                                                                         |
| 2002–2004  | Jackie Chan kalandjai                      | Jackie Chan Adventures                                    | Daolon Wong (hangja)                          | 18 epizód                                                                        |
| 2003       |                                            | Lost at Home                                              | Henry                                         | 1 epizód                                                                         |
| 2003       | 10-8: Veszélyes őrjárat                    | 10-8: Officers on Duty                                    | Min                                           | 1 epizód                                                                         |
| 2004       | Már megint Malcolm                         | Malcolm in the Middle                                     | Mr. Li                                        | 1 epizód                                                                         |
| 2004       | Tini titánok                               | Teen Titans                                               | Chang (hangja)                                | 1 epizód magyar hangja Várfi Sándor                                              |
| 2004       |                                            | Sucker Free City                                          | Kwok                                          | tévéfilm                                                                         |
| 2004       | Esküdt ellenségek: Különleges ügyosztály   | Law & Order: Special Victims Unit                         | Sweatshop tulaj                               | 1 epizód                                                                         |
| 2004       |                                            | Center of the Universe                                    | Mr. Darawan                                   | 1 epizód                                                                         |
| 2004–2006  | Szuper robotmajom csapat akcióban!         | Super Robot Monkey Team Hyperforce Go!                    | Mandarin (hangja)                             | 9 epizód magyar hangja Bácskai János                                             |
| 2005, 2006 | Avatár – Aang legendája                    | Avatar: The Last Airbender                                | Monk Tashi, Tong (hangja)                     | 2 epizód                                                                         |
| 2006       |                                            | Twenty Good Years                                         | Dr. Fong                                      | 1 epizód                                                                         |
| 2006       | Férjek gyöngye                             | The King of Queens                                        | Mr. Soo                                       | 1 epizód                                                                         |
| 2006       |                                            | The Loop                                                  | Chen Ming                                     | 1 epizód                                                                         |
| 2006       | Sárkánydinasztia                           | Dragon Dynasty                                            | Gao                                           | tévéfilm                                                                         |
| 2006       | Totál frankó                               | Totally Awesome                                           | Mr. Yamagashi                                 | tévéfilm magyar hangja Fazekas István                                            |
| 2006       | Juniper Lee                                | The Life and Times of Juniper Lee                         | Eddie                                         | 1 epizód                                                                         |
| 2006       | Las Vegas                                  | Las Vegas                                                 | Monk Soli Tendar                              | 1 epizód                                                                         |
| 2007       |                                            | In Case of Emergency                                      | Mr. Lee                                       | 1 epizód                                                                         |
| 2007       | Dr. Csont                                  | Bones                                                     | Joseph Han                                    | 1 epizód                                                                         |
| 2007       |                                            | Andy Barker, P.I.                                         | Jon Leibowitz                                 | 1 epizód                                                                         |
| 2007       | Chuck                                      | Chuck                                                     | Ben Lo Pan                                    | 1 epizód                                                                         |
| 2007       | Kaliforniai karácsony                      | An Accidental Christmas                                   | Rico                                          | tévéfilm magyar hangja Botár Endre                                               |
| 2007–2008  | Agymenők                                   | The Big Bang Theory                                       | Chen                                          | 2 epizód magyar hangja Katona Zoltán                                             |
| 2008       | Zoey 101                                   | Zoey 101                                                  | Mr. Takato                                    | 1 epizód                                                                         |
| 2009       |                                            | The Beast                                                 | Tre Lee Kuo                                   | 1 epizód                                                                         |
| 2009       | Chowder                                    | Chowder                                                   | Lo Mein (hangja)                              | 1 epizód                                                                         |
| 2010       | Generátor Rex                              | Generator Rex                                             | Vendor (hangja)                               | 1 epizód                                                                         |
| 2010       |                                            | Gigantic                                                  | Étterem tulajdonos                            | 1 epizód                                                                         |
| 2010       | Kung Fu Panda ünnepe                       | Kung Fu Panda Holiday                                     | Mr. Ping (hangja)                             | különkiadás magyar hangja Harsányi Gábor                                         |
| 2010–2011  | Benne vagyok a bandában                    | I'm in the Band                                           | Leon                                          | 2 epizód                                                                         |
| 2011       | Scooby-Doo: Rejtélyek nyomában             | Scooby-Doo! Mystery Incorporated                          | Chen / vörös varázsló (hangja)                | 2 epizód                                                                         |
| 2011       |                                            | Trinity Goodheart                                         | Mr. Kwon                                      | tévéfilm                                                                         |
| 2011       | Archer                                     | Archer                                                    | Bucky (hangja)                                | 1 epizód                                                                         |
| 2011       | Zsenipalánták                              | A.N.T. Farm                                               | Kenny                                         | 1 epizód                                                                         |
| 2011–2013  | Király páros                               | Pair of Kings                                             | Timothy Kalooka-Khan                          | 7 epizód                                                                         |
| 2011–2016  | Kung Fu Panda – A rendkívüliség legendája  | Kung Fu Panda: Legends of Awesomeness                     | Mr. Ping (hangja)                             | 38 epizód magyar hangja Harsányi Gábor                                           |
| 2012       | Az élet csajos oldala                      | 2 Broke Girls                                             | Mr. Chang                                     | 1 epizód                                                                         |
| 2012–2016  | Parkműsor                                  | Regular Show                                              | Keith / Mr. Zhang / Warlock (hangja)          | 3 epizód magyar hangja Várday Zoltán (Warlock)                                   |
| 2013       |                                            | Incredible Crew                                           | Ogisan                                        | 1 epizód                                                                         |
| 2013       |                                            | The First Family                                          | Benny                                         | 2 epizód                                                                         |
| 2013       | Az éjféli gyilkos                          | Summoned                                                  | Frank                                         | tévéfilm magyar hangja Botár Endre                                               |
| 2013       |                                            | Key & Peele                                               | Mr. Shin                                      | 1 epizód                                                                         |
| 2013       | 10-8: Veszélyes őrjárat                    | China, IL                                                 | Monk (hangja)                                 | 1 epizód                                                                         |
| 2004       |                                            | Drunk History                                             | Hyotaro Inouye                                | 1 epizód                                                                         |
| 2004       | Star Wars: A klónok háborúja               | Star Wars: The Clone Wars                                 | Endente (hangja)                              | 2 epizód                                                                         |
| 2014, 2017 | Tini nindzsa teknőcök                      | Teenage Mutant Ninja Turtles                              | Ho Chan (hangja)                              | 2 epizód                                                                         |
| 2015       | A S.H.I.E.L.D. ügynökei                    | Agents of S.H.I.E.L.D.                                    | William May                                   | 1 epizód magyar hangja Harsányi Gábor                                            |
| 2015       | Randy Cunningham: Kilencedikes nindzsa     | Randy Cunningham: 9th Grade Ninja                         | Boltos (hangja)                               | 1 epizód                                                                         |
| 2015       |                                            | SuperMansion                                              | Po (hangja)                                   | 9 epizód magyar hangja Bácskai János                                             |
| 2015       | A kutya, aki megmentette a nyarat          | The Dog Who Saved Summer                                  | Mr. Lee                                       | tévéfilm                                                                         |
| 2015, 2016 |                                            | Mike Tyson Mysteries                                      | Wang Jing / Hong (hangja)                     | 2 epizód                                                                         |
| 2015–2016  | Star Wars: Lázadók                         | Star Wars Rebels                                          | Azmorigan (hangja)                            | 2 epizód magyar hangja Kapácsy Miklós                                            |
| 2016       | Csúcsformában                              | Rush Hour                                                 | Quantou Sárkánya                              | 3 epizód                                                                         |
| 2016       | Sherlock és Watson                         | Elementary                                                | Meng Zhou                                     | 1 epizód                                                                         |
| 2016       | Feketelista                                | The Blacklist                                             | Halottkém                                     | 1 epizód                                                                         |
| 2017       | Juniper Lee                                | Nobodies                                                  | Ken Choi                                      | 3 epizód                                                                         |
| 2017       | Penn Zero, a félállású hős                 | Penn Zero: Part-Time Hero                                 | Szélmalom szörny (hangja)                     | 1 epizód                                                                         |
| 2017       |                                            | Real Rob                                                  | Master Rishio                                 | 1 epizód                                                                         |
| 2017–2018  | A Thunderman család                        | The Thundermans                                           | Giddy                                         | 2 epizód                                                                         |
| 2018       | Az utolsó cápavihar                        | The Last Sharknado: It's About Time                       | Confucius                                     | tévéfilm                                                                         |
| 2018       | Hawaii Five-0                              | Hawaii Five-0                                             | Jin Leung                                     | 1 epizód                                                                         |
| 2018–2019  | Kung Fu Panda – A végzet mancsa            | Kung Fu Panda: The Paws of Destiny                        | Mr. Ping (hangja)                             | 25 epizód magyar hangja Harsányi Gábor                                           |
| 2020       | Tini titánok, harcra fel!                  | Teen Titans Go!                                           | teknős (hangja)                               | 1 epizód                                                                         |
| 2020       |                                            | Space Command                                             | Michael idősen                                | 2 epizód                                                                         |
| 2021       | Star Wars: Látomások                       | Star Wars: Visions                                        | Az Öreg (hangja)                              | 1 epizód                                                                         |
| 2021       |                                            | Cake                                                      | Mr. Tran (hangja)                             | 1 epizód                                                                         |
| 2022–2023  | Kung Fu Panda: A sárkánylovag              | Kung Fu Panda: The Dragon Knight                          | Mr. Ping (hangja)                             | 20 epizód magyar hangja Harsányi Gábor                                           |
| 2023       |                                            | The Muppets Mayhem                                        | Dan                                           | 1 epizód                                                                         |
| 2023       | Egy kínai Amerikája                        | American Born Chinese                                     | Jáde császár                                  | 1 epizód                                                                         |
| 2023       |                                            | Praise Petey                                              | idős Belshazzar                               | mellékszereplő                                                                   |
| 2023       | Family Guy                                 | Family Guy                                                | Parker idősen                                 | 1 epizód                                                                         |
| 2023–      | Szörnyecskék: A Mogwaiok titkai            | Gremlins                                                  | Wing (hangja)                                 | főszereplő magyar hangja Berzsenyi Zoltán                                        |

## Fordítás
- Ez a szócikk részben vagy egészben  a   James Hong című angol Wikipédia-szócikk fordításán alapul.  Az eredeti cikk szerkesztőit annak laptörténete sorolja fel. Ez a jelzés csupán a megfogalmazás eredetét és a szerzői jogokat jelzi, nem szolgál a cikkben szereplő információk forrásmegjelöléseként.